# Roberto IV, Conde de Dreux

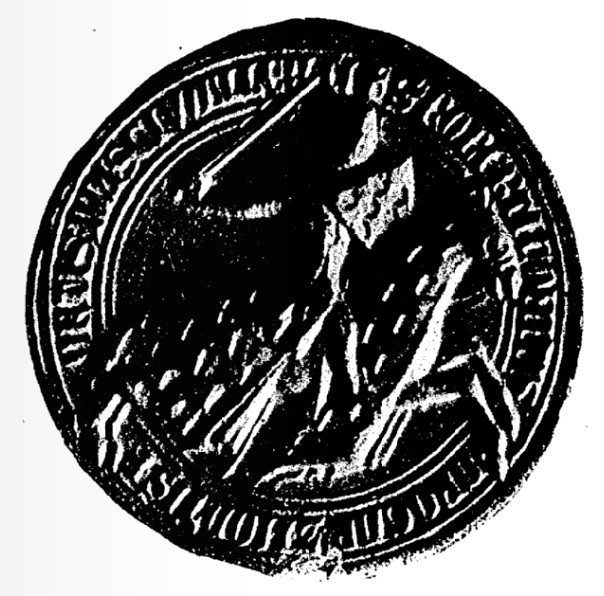

Roberto IV (1241 — 14 de novembro de 1282) foi conde de Dreux e de Braine-sur-Vesle, filho de João I, Conde de Dreux e de Maria de Bourbon-Dampierre.
Em 1272, lutou ao lado do rei Filipe III da França em Languedoc e esteve presente na captura de Foix.
Ao falecer, seu corpo foi sepultado na necrópole da família, a Igreja da Abadia de Saint-Yved de Braine.

## Casamento e descendência
Roberto teve por esposa Beatriz, condessa de Montfort-L'Amaury, com quem se casou em 1260. De sua união com esta, foram gerados seis filhos:
- Maria (1261-1276), esposa de Mateus IV de Montmorency;
- João II (1265-1309), conde de Dreux, de Braine e de Montfort-L'Amaury;
- Iolanda (c.1269-1322), condessa de Montfort, esposa de Alexandre III da Escócia e, depois, de Artur II, Duque da Bretanha;
- Joana (-1325), condessa de Braine, esposa de João VI, conde de Roucy, e depois de João de Bar, senhor de Puisaye;
- Beatriz (1270-1328), abadessa de Port-Royal;
- Roberto, senhor de Château-du-Loir e de Louye-le-Dreux.